# 保安寺 (地安门)
39°56′00″N 116°22′59″E / 39.9334612°N 116.3831464°E
保安寺位于今北京市西城区地安门西大街133、135号，是一座汉传佛教寺庙。

## 历史
该寺创建于元朝至正年间，初名“半藏寺”，是僧义佛驻锡的处所。元朝至正七年（1347年），赐额名曰“义利寺”。明朝嘉靖年间重修，更名为“保安寺”。明朝隆庆二年（1568年）重修。

## 建筑
保安寺坐北朝南。中轴线上自南向北为山门、正殿、后殿，两侧有左右配殿。该寺东院有殿三重，曾经是“宛平县城隍庙”。如今，保安寺为民居。
该寺内有明朝万历十七年（1589年）、清朝康熙二年（1663年）、清朝嘉庆十七年（1812年）的碑刻。